# Апий Клавдий Пулхер (консул 143 пр.н.е.)
Вижте пояснителната страница за други личности с името Апий Клавдий Пулхер.
Апий Клавдий Пулхер (на латински: Appius Claudius Pulcher; * 180 пр.н.е.) e политик на Римската република през 2 век пр.н.е.

## Биография
Внук е на Апий Клавдий Пулхер (консул 212 пр.н.е.) и син на Гай Клавдий Пулхер (консул 177 пр.н.е.).
Апий се жени за Антисция и е баща на Апий Клавдий Пулхер (консул 79 пр.н.е.), на Клавдия Пулхерия, която е омъжена за Тиберий Гракх и на Клавдия, която става весталка.
Той е съперник на младия Сципион. През 143 пр.н.е. Пулхер е избран за консул заедно с Квинт Цецилий Метел Македоник. Бие се в Северна Италия против саласите и след това празнува триумф. През 136 пр.н.е. е цензор заедно с Квинт Фулвий Нобилиор и е избран за princeps senatus. Той е салии и авгур.
През 133 пр.н.е. Апий Клавдий Пулхер, Тиберий Гракх и Гай Гракх образуват триумвират, за да следят държавната земя (ager publicus), която Тиберий иска да разпредели между ветераните от третата пуническа война. Друга фракция на сената е против това и организира убийството на Тиберий в края на 132 пр.н.е. Апий Клавдий Пулхер умира същата година или 129 пр.н.е., когато умира и младият Сципион.